# Fresno de Caracena
Fresno de Caracena è un comune spagnolo di 48 abitanti situato nella comunità autonoma di Castiglia e León.